# Лес Еспін
Леслі «Лес» Аспін-молодший (англ. Leslie «Les» Aspin, Jr.; 21 липня 1938, Мілвокі, Вісконсин — 21 травня 1995, Вашингтон) — американський політик-демократ. З 1971 по 1993 рік він був членом Палати представників Сполучених Штатів як представник штату Вісконсин.
З 21 січня 1993 по 3 лютого 1994 був міністром оборони США в адміністрації Клінтона. Перед тим очолював Комітет Палати представників США зі збройних сил. Пішов у відставку через критику на його адресу.